# Nechoď sama do tmy
Nechoď sama do tmy, s podtitulem Tvorba z let 1983–1986, je hudební album s živou nahrávku z koncertu pražské hudební skupiny Psí vojáci. Jedná se o koncert z Junior klubu Na Chmelnici z ledna 1987. Tento koncert byl legální, ale skupina musela vystupovat pod změněným názvem (PVO – Psí vojáci osobně). Nahrávku pořídil Oldřich Šíma na stroji Aiwa AD-F 660. Autorem většiny textů je Filip Topol. Autorem přebalu je Luboš Drtina. Album vyšlo roku 1995 u vydavatelství Black Point na CD a MC a obsahuje 17 písní.
Všechny písně z Nechoď sama do tmy vyšly už v roce 1990 na kazetách Vol. 1 a Vol. 2, které obsahují ještě šest dalších písní, jež najdeme na navazujícím albu Mučivé vzpomínky z roku 1997.

## Seznam písní
1. Hudba a kozel – 6:05
2. Pojď do průjezdu – 4:03
3. Hospoda – 3:02 (text Jáchym Topol)
4. Jen se tak projdi po městě – 4:09
5. Bezpečně – 4:00
6. Už je to let – 3:49
7. Jako kdyby jehla – 5:23
8. Volá mi známá – 4:31
9. Nechoď sama do tmy – 5:35
10. Před zrcadlem – 4:45
11. Zase den – 4:48
12. Žiju – 3:20 (text anonymní německý autor z 12. století; překlad Ivan Wernisch)
13. V září už nikdy netanči – 6:11
14. Viselec – 4:32 (text Sylvia Plath; překlad Jan Zábrana)
15. Zavři – 2:50 (text Jáchym Topol)
16. Co zpívala Kačina Anga – 4:16 (text indiánská poezie; parafráze Ladislav Novák)
17. Slova – 4:37 (text Sylvia Plath; překlad Jan Zábrana)

## Složení

### Psí vojáci
- Filip Topol – piano, zpěv, texty
- Jan Hazuka – baskytara
- David Skála – bicí

### Hosté
- Petr Venkrbec – altsaxofon
- Jaroslav Fensterer – kytara